# Marcel Audibert
Pour les articles homonymes, voir Audibert.
Marcel Audibert est un juriste, journaliste et écrivain français, né le 30 juillet 1883 à Saint-Genis-Laval et mort le 22 juin 1967 à Paris.

## Biographie

### Origine
Marcel est le fils d'Adrien Audibert, professeur à la faculté de droit de Paris, et de Jeanne Munier, fille du sénateur Louis Munier. Marcel Audibert, qui termine sa carrière comme conseiller à la Cour de cassation, fait partie d'une grande famille de juristes : il est le frère de Georges Audibert, juriste et poète, et de Marthe Chabrun née Audibert dont l'époux César Chabrun est professeur à la faculté de droit de Paris.

### Le Droit
Docteur en droit et licencié ès lettres, il est l'auteur de romans dans sa jeunesse. Il est avocat stagiaire et attaché au ministère de la Justice au début de 1909. Il devient attaché titulaire en décembre 1910 où il est affecté successivement à la direction des Affaires criminelles et à la direction des Affaires civiles. Nommé juge à Villefranche-sur-Saône en 1913, il se voit confier quelques semaines plus tard la charge de l'instruction.

### Première guerre mondiale
Sergent de réserve, il est mobilisé et incorporé au 102e régiment d'infanterie pendant la Première Guerre mondiale. Il est blessé en Champagne, par un éclat d'obus, dès le 15 septembre 1914.
Il est envoyé à l’hôpital de Mayenne où il rencontre Paul Lintier. Huit mois plus tard, il quitte l'hôpital et peut rejoindre son régiment. Le 11 octobre 1915, il est cité à l'ordre de sa brigade.
Marcel Audibert est parmi les premiers critiques littéraires au sein du Crapouillot de Jean Galtier-Boissière. Après la première guerre mondiale, il redevient magistrat.

### La Justice
Il est nommé juge à Dreux le 23 juillet 1918. Il épouse la fille d'un professeur à la faculté de médecine de Lyon. Il est affecté quelques mois plus tard au tribunal de Corbeil. Il est ensuite Procureur de la République à Auxerre en 1923. Substitut à la Seine en 1926, juge d'instruction au début de 1928, il devient un spécialiste des affaires financières. 
Il est nommé conseiller à la Cour d'appel de Paris en 1936. En 1939, le ministre du Travail le charge de régler, en qualité de sur-arbitre, de difficiles et importants conflits collectifs du travail. Il est promu vice-président de chambre le 4 octobre 1940. Il est nommé Président de en 1941. Il est nommé le 24 novembre 1944, à la Cour de cassation. Son activité s'y partage entre le droit du travail et la législation des loyers. Il est désigné membre, puis comme président de la commission de révision des procès criminels et correctionnels, et comme membre de la commission chargée de préparer le tableau d'avancement des magistrats du parquet.

## Publications
- De la décharge accordée aux administrateurs dans lessociétés anonymes, 1909
- Pilleraud, roman, 417 p. Paris : P. Grasset , 1912
- Menus propos sur les avocats, Redier, 224 p., 1928
- Essai sur le juriste. Homo sapiens jurisperitus vulgaris, 1960.